# Simultanförmåga

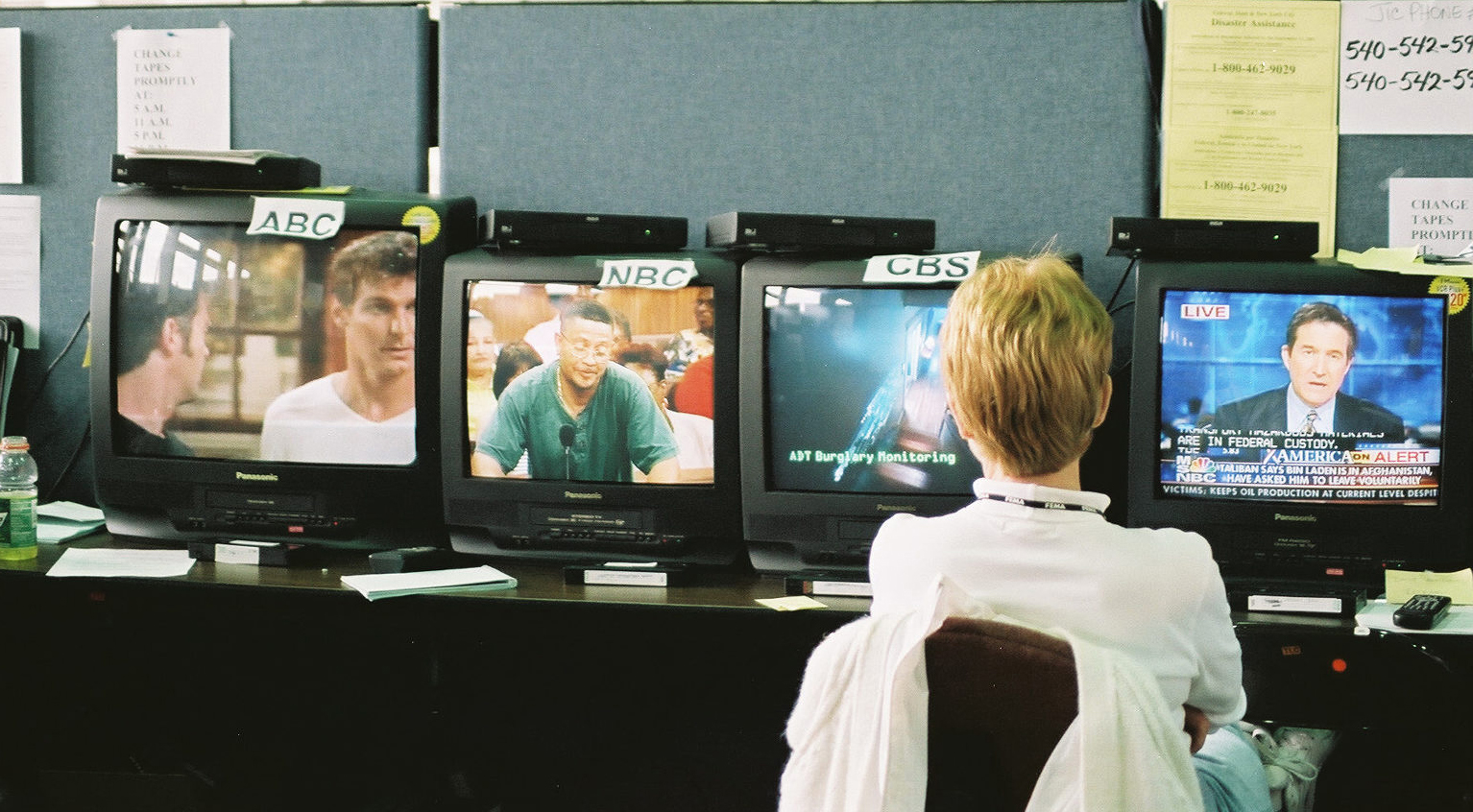

Simultanförmåga avser en persons förmåga att göra flera saker eller lösa flera uppgifter samtidigt, och då hålla isär olika typer av information. Undersökningar har visat att personer ofta överskattar sin simultanförmåga.